# Teotitlán de Flores Magón
Teotitlán de Flores Magón è un comune del Messico, situato nello stato di Oaxaca.